# Lingua polaba
Il termine polabo indica un insieme di lingue slave tra loro affini, parlate anticamente nell'attuale Germania settentrionale ed estintesi nel XVIII secolo. Alcuni studiosi le considerano un unico idioma.

## Storia
Queste lingue erano parlate dalle popolazioni slave dei Polabi che abitavano un tempo nei territori compresi tra il basso Oder e il basso Elba, nel ventunesimo secolo facenti parte dei länder tedeschi del Brandeburgo, del Meclemburgo-Pomerania Occidentale e della Sassonia-Anhalt. L'etimologia del termine polabo deriva dal nome slavo del fiume Elba (cfr. polacco Łaba e ceco Labe).
Nel corso del tempo, in questi territori ebbe luogo un sensibile processo di germanizzazione. Le lingue polabe vennero soppiantate dal basso-tedesco e scomparvero definitivamente nel XVIII secolo.

## Classificazione e caratteristiche
Le lingue polabe appartengono al gruppo delle lingue slave, sottogruppo delle lingue slave occidentali, gruppo delle lingue lechitiche insieme al polacco e alle lingue pomerane (casciubo e slovinzio), con cui condividono diverse caratteristiche fonetiche, come la conservazione delle vocali nasali. Erano scritte con l'alfabeto latino. Si sono conservati pochissimi testi in polabo, soprattutto frammenti e glosse con traduzione in tedesco e francese.